# Cheilanthes hispanica
Cheilanthes hispanica är en kantbräkenväxtart som beskrevs av Georg Heinrich Mettenius. Cheilanthes hispanica ingår i släktet Cheilanthes och familjen Pteridaceae. Inga underarter finns listade.